# Sebastià Farnés
Sebastià Farnés i Badó (Sant Feliu de Codines, 1854-Barcelona, 1934) fue un folclorista, escritor y paremiólogo español.

## Biografía
Nacido en 1854 en la localidad barcelonesa de Sant Feliu de Codines, se interesó por la taquigrafía, el folclore y la paremiología. Farnés, que colaboró en publicaciones periódicas como La Renaixensa, La Ilustració Catalana, Arxiu de Tradicions Populars y Catalana, fue autor de obras como Narraciones populares catalanas (1893), Assaig de paremiologia catalana comparada (1913) y una Paremiologia catalana comparada publicada de forma póstuma. Falleció en 1934 en Barcelona, a comienzos del mes de enero.